# زمین‌لرزه ۱۹۳۱ یوگسلاوی
زمین‌لرزه یوگسلاوی  در تاریخ ۸ مارس ۱۹۳۱ میلادی، برابر با ‎۱۷ اسفند ۱۳۰۹، ساعت ۱:۵۰:۲۳ به زمان یوتی‌سی در پادشاهی یوگسلاوی رخ داد. ژرفای این زلزله ۲۵ کیلومتر بود. بزرگی آن ۶٫۸ در مقیاس ریشتر اعلام شده‌است. زمین‌لرزه به وقت محلی در روز یکشنبه، ساعت ۲ روی داده و منطقه زمانی آن یوتی‌سی +۱ بوده‌است .
سازمان زمین‌شناسی آمریکا نیز جای این زمین‌لرزه را در مختصات ۴۱°۰۰′شمالی ۲۲°۳۰′شرقی / ۴۱°شمالی ۲۲٫۵°شرقی و بزرگی آنرا برابر با ۶٫۹ در مقیاس ریشتر اعلام کرده‌است. ژرفای گزارش شده از سوی این سازمان ۱۲۰ کیلومتر می‌باشد.
شمار کشتگان زلزله حدود ۳۵ نفر بوده‌است.